# 舍伍德 (密歇根州)
舍伍德（英語：Sherwood）是位於美國密歇根州布蘭奇縣的一個村。

## 人口
根據2020年美國人口普查的數據，舍伍德的面積為2.59平方千米，當中陸地面積為2.59平方千米，而水域面積為0.00平方千米。當地共有人口285人，而人口密度為每平方千米110人。